# Henrich Grote
Henrich Grote (* 9. November 1920 in Lingen (Ems); † 25. Oktober 1995 in Hamburg) war ein deutscher Marineoffizier, zuletzt Flottillenadmiral der Bundesmarine.

## Kriegsmarine und Nachkriegszeit
Henrich Grote trat am 1. Oktober 1938 in die Kriegsmarine eine und wurde nach der Ausbildung als Offizieranwärter am 1. April 1941 zum Leutnant zur See befördert. Zunächst diente Grote bei der 2. Minensuchflottille und wurde im Atlantikbereich vom Nordkap bis zur Biskaya eingesetzt. Am 1. April 1943 wurde er zum Oberleutnant zur See befördert.
Später meldete er sich zur U-Boot-Waffe und wurde dort ausgebildet. Noch kurz vor Ende des Zweiten Weltkriegs, im März 1945, wurde er Kommandant des U-Boots U 3516. Er ließ das Boot am 2. Mai 1945 vor Travemünde selbst versenken, ohne dass er zuvor eine Feindfahrt mit ihm unternehmen konnte.
Nach kurzer Kriegsgefangenschaft studierte Grote Naturwissenschaften und wurde Lehrer in Schleswig-Holstein.

## Dienst in der Bundesmarine
1956 trat Grote in die neu aufgestellte Bundesmarine ein und diente zunächst im Bereich des Kommandos der Zerstörer. Von Juli 1961 bis September 1962 war er als Korvettenkapitän Erster Offizier des Zerstörers 6 und von Oktober 1962 bis März 1964 als Fregattenkapitän Kommandant des Zerstörers 1. Von April 1968 bis März 1969 führte er als Kapitän zur See das 3. Zerstörergeschwader, das aus vier Zerstörern der Klasse 119 (Fletcher-Klasse) bestand. Im April 1969 übernahm er das neu aufgestellte 1. Zerstörergeschwader und stellte die neuen Zerstörer der Lütjens-Klasse (Charles-F.-Adams-Klasse) in Dienst.
Zwischenzeitlich nahm Grote an einem Lehrgang am Naval War College der United States Navy in Newport (Rhode Island) teil. Außerdem war er Leiter der Operationsabteilung im NATO-Kommando Seestreitkräfte Ostseezugänge.
Von Oktober 1972 bis Dezember 1973 war Grote als Flottillenadmiral Kommandeur der Marinedivision Ostsee und anschließend bis zu seiner Pensionierung am 31. März 1981 Kommandeur der Logistikschule der Bundeswehr in Hamburg.